# 国家人民党 (インド)
国家人民党（こっかじんみんとう、英語：National People's Party、略称：NPP)は、インドの政党。インド北東部メーガーラヤ州を基盤としている。
国民会議党（NCP)から追放されたP.A.サングマによって、2013年1月に設立された。
2019年6月7日には全国政党（National Party)として認定された。

## 歴史
2013年1月、P.A.サングマは全国レベルで党を発足させた。サングマは、インド人民党(BJP)が率いる国民民主同盟と同盟を結ぶと発表した。
国会議員を9回務めたサングマは、2012年のインド大統領選挙を辞退するという党の決定を受け入れず、2012年7月に国民会議党から除名された直後、新政党結成を表明した。
2013年2月、NPPはメーガーラヤ州議会選挙で60議席中2議席を獲得した。2013年12月のラジャスタン州議会選挙に、元BJP党員で選挙当時国会議員（ダウサ選出の無所属）であったキロディ・ラル・ミーナのリーダーシップの下で参戦し、4議席を獲得した。
2014年、インド下院総選挙でトゥーラから議席を獲得し、サングマは国会議員となった。P.A.サングマの死後、息子のコンラッド・サングマが2016年5月に行われた予備選挙で勝利し、議席を獲得した。
2015年、選挙管理委員会は、2014年に行われた下院議員選挙で党の支出を提出しなかったとして、NPPを活動停止処分にするという異例の措置をとった。NPPは選挙管理委員会から停止処分を受けた最初の政党となった。
2015年9月、サマジワディ党、国民会議党、ヤン・アディカール党、サムラス・サマジ党、国家人民党、サマジワディ・ジャナタ党の6党の党首は、Socialist Secular Morchaとして知られる第3戦線の結成を発表した。国家人民党は、ビハール州議会選挙において3議席を争った。
2016年5月、インド人民党率いる国民民主同盟がアッサム州で最初の政権を樹立した後、ヒマンタ・ビスワ・サルマを招集者とする北東民主同盟（NEDA）と呼ばれる新たな同盟が結成された。北東部のシッキム州、アッサム州、ナガランド州の各州の首相もこの同盟に所属しており、国家人民党もNEDAに参加した。
2017年、NPPはマニプル州議会選挙に9人の候補者を擁立し、4議席を獲得した。
2018年のメーガーラヤ州議会選挙では19議席を獲得した。与党のインド国民会議が単独で最大政党に浮上したものの、NEDAは過半数を維持した。コンラッド・サングマはこうして首相に就任し、党員として初めてインドの州を率いることになった。
2018年のナガランド州議会選挙では25人の候補者を擁立し、2議席を獲得した。
2019年のアルナーチャル・プラデーシュ州議会選挙では30人の候補者を擁立し、5議席を獲得した。
2019年に行われたインド下院総選挙では、アガサ・サングマが議席を獲得した。
2020年6月より、Wanweiroy Kharlukhiがインド上院の議員を務めている。
2022年のマニプル州議会選挙では60議席中7議席を獲得した。
2023年のメーガーラヤ州議会選挙では60議席中26議席を、同年のナガランド州議会選挙では60議席中5議席を獲得した。